# Organisationskonzept elektronische Verwaltungsarbeit
Das Organisationskonzept elektronische Verwaltungsarbeit (OKeVA) wurde 2012 als Nachfolger des DOMEA-Konzepts veröffentlicht. Das Zertifizierungsverfahren wird nicht fortgesetzt.
Mit Hilfe des Organisationskonzepts sollen Behörden die Anforderungen an die elektronische Unterstützung ihrer Verwaltungstätigkeit ermitteln und daraus bedarfsgerechte Sollkonzepte zur Umsetzung effektiver Verwaltungsabläufe ableiten. Das Organisationskonzept ist nach dem Baukastensystem aufgebaut und beinhaltet auch Arbeitshilfen.